# Alticola strelzowi
Alticola strelzowi é uma espécie de roedor da família Cricetidae.
Pode ser encontrada nos seguintes países: China, Cazaquistão, Mongólia e Rússia.